# Thibaut Petit
Thibaut Petit (Luik, 9 maart 1980) is een Belgisch basketbalcoach.

## Carrière
Petit speelde tot zijn 20e basketbal maar moest door een blessure stoppen met spelen. Hij werd eerst jeugd- en assistent-coach bij Union Huy Basket waarmee hij kampioen werd in de tweede klasse daarna was hij twee jaar actief als coach van Spirou Ladies Charleroi. Hij keerde terug bij de mannen van Union Huy Basket voor een seizoen. Hij kreeg daarna de kans bij Dexia Namen en was er gedurende een jaar hoofdcoach. 
Hij maakte de overstap naar Zwitserland waar hij de vrouwen van Basket Neuchâtel ging coachen, in 2007 werd hij Zwitsers landskampioen en won de beker in 2008 en 2009. Hij werd daarna coach van BBC Monthey-Chablais waarmee hij in 2011 de finale van de beker verloor. In 2008 was hij kort assistent-bondscoach van de Belgische basketbalvrouwen.
In 2011 ging hij verder bij de vrouwenploeg van Arras Pays d'Artois waar hij tot 2013 coach was en de beker mee won in 2012. Hij keerde terug naar België en ging coachen bij Castors Braine, hij was er een seizoen coach en won de beker van België. Hij keerde terug naar het mannenbasketbal bij VOO Verviers-Pepinster en Liège Basket bij deze laatste moest hij in 2017 vertrekken. Hij was in 2016 kort bondscoach geweest van de Armeense nationale basketbalploeg U20.
Van 2017 tot 2018 was hij opnieuw actief in Zwitserland nu bij de Lugano Tigers, hij kon er in 2015 al tekenen maar besliste toen om niet te gaan door de gezondheid van zijn zoon de Zwitserse club koos toen voor Jean-Marc Jaumin. Van 2018 tot 2019 was hij actief als bondscoach van de U18 vrouwenbasketbalploeg. Van 2018 tot het eind van het seizoen 2020/21 was hij actief als coach van de Franse damesbasketbalploeg BLMMMA waarmee hij de beker won. In 2021 ging hij als assistent aan de slag bij het Russische ŽBK Dinamo Koersk, in 2022 werd hij benoemd tot hoofdcoach.
Voor het seizoen 2023/24 tekende hij een contract bij de Zwitserse recordkampioen Fribourg Olympic Basket. Hij won in zijn eerste seizoen met de club meteen de landstitel, de beker en de SBL Cup.

## Erelijst

### Als coach
- Belgisch kampioen tweede klasse
- Belgisch bekerwinnaar: 2014
- Zwitsers landskampioen: 2007, 2024
- Zwitsers bekerwinnaar: 2008, 2009, 2024
- SBL Cup: 2024
- Frans bekerwinnaar: 2012, 2021
- Coach van het jaar in de Zwitserse competitie: 2008
- Coach van het jaar in de Belgische competitie: 2014

### Als assistent-coach
- Russisch landskampioen: 2022